# Исаврийский язык
Исавр(ий)ский язык — слабоизученный мёртвый язык, использовавшийся в Исаврии, Малая Азия. Эпиграфические доказательства существования языка, включая погребальные надписи, датируются вплоть до V века н. э.
Предполагается, что имена носителей этого языка были лувийскими, что помещает этот язык в индоевропейскую языковую семью. Известны такие исаврийские имена с анатолийскими корнями, как Οαδας, Τροκονδας, Κουδεις и Μοασις.